# Bahuari
Bahuari (nep. बहुअरी) – gaun wikas samiti w środkowej części Nepalu w strefie Narajani w dystrykcie Bara. Według nepalskiego spisu powszechnego z 2001 roku liczył on 576 gospodarstw domowych i 4314 mieszkańców (2074 kobiet i 2240 mężczyzn).